# デンマーク王国共同体
デンマーク王国共同体（デンマークおうこくきょうどうたい、丁: Rigsfællesskabet）は、半公式のデンマーク語の用語であり、大陸デンマークと2つの自治領域（フェロー諸島とグリーンランド）の関係を表す。これらはデンマーク王国を集合的に形成する。
英語では「Commonwealth of the Realm」あるいは「United Kingdom of Denmark（デンマーク連合王国）」と訳されている。

## 法的地位

共同体の象徴として用いられているデンマーク王室の紋章

フェロー諸島とグリーンランドは、それぞれ1948年と1979年より広範囲に及ぶ自治権を得ている。グリーンランド自治政府の権限はグリーンランド自治法によって2009年に拡大されたが、フェロー諸島はフェロー諸島の自治法に従って少しずつ権限を拡大している。1953年に改正されたデンマーク王国憲法は単一国家の憲法であり、デンマークの3地域全てに適用される。内政自治に関する合意はこの憲法には正式に記されていない。フェロー諸島およびグリーンランドは共に内政問題のほとんどを自ら管理している。また、これらの地域はある問題が王国内の自地域のみに関することであれば、デンマーク王国の代わりに国際合意を結ぶ。このような形態を取っているため、デンマークは欧州連合 (EU) の加盟国であるが、グリーンランドおよびフェロー諸島はEU外に留まることを選択している。
この関係は連邦制あるいは英連邦における国家間の連合と混同してはならない。これは2つの自治領域を持つ単一の国家であり、非対称的連邦制 (federacy) と呼ぶことができる。フェロー諸島およびグリーンランドの代表はデンマーク国会であるフォルケティングにそれぞれ2議席を有している。

## 国際社会
以前は、ほとんどの外交に関しては全3地域を代表してデンマークのみが責務を負っていたが、より最近は外交政策における両地域の役割が増大している。フェロー諸島およびグリーンランドはより自律的となっており、地政学的話題や商業漁業といった彼らの国益と関連した外交問題に関して共有の影響力を有している。しかしながら、これらの地域はまだ、国際社会の文脈においては、デンマークの統治下にあり、フェロー諸島およびグリーンランドは国際社会のテーブルにおいてはデンマーク代表団に参加している。
フェロー諸島およびグリーンランドは北欧理事会の一員である。北欧理事会は欧州連合 (EU) とより一体となってきているが、どちらの国もEUには加盟していない。グリーンランドはデンマークに従って1973年に欧州諸共同体 (EC) に加盟する必要があったが、1979年にグリーンランド自治法が制定された後の1985年に脱退した。グリーンランドはこれまでにEUおよびその前身組織を脱退した唯一の国である。デンマークが王国共同体を代表しているため、グリーンランドおよびフェロー諸島は国際連合、北大西洋条約機構 (NATO)、経済協力開発機構 (OECD)、世界貿易機関 (WTO) の正式な加盟国ではない。デンマークは近年、国際問題におけるフェロー諸島およびグリーンランド政府のかかわりを増加させてきている。例えば、グリーンランドは、グリーンランド西北部にあるチューレ空軍基地に関するデンマークとアメリカ合衆国との間の新条約の締結過程にも関与している。

## 人口および面積

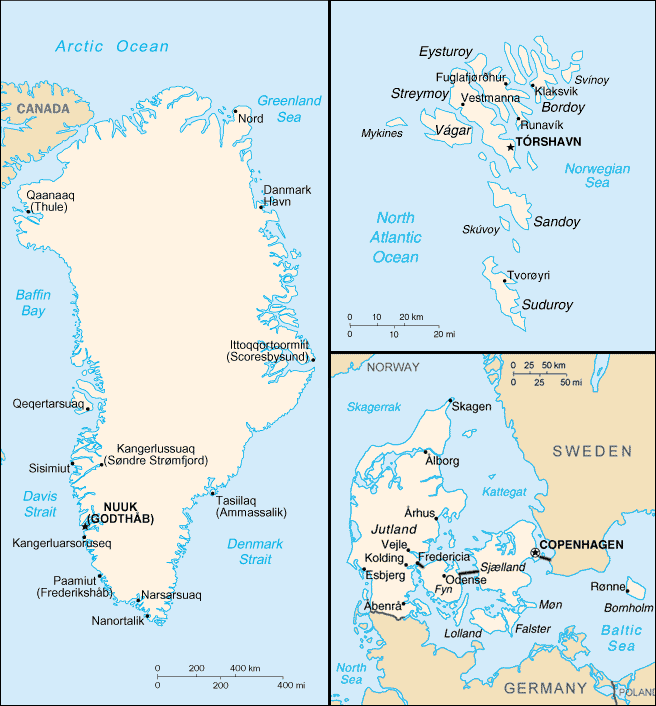
デンマーク（右下）、フェロー諸島（右上）、グリーンランド（左）の拡大図

| 国             | 人口      | %     | 面積 (km2) | %      | 人口密度 (km2あたり) |
| デンマーク     | 5,519,441 | 98.1% | 43,094     | 1.98%  | 128                  |
| フェロー諸島   | 49,006    | 0.9%  | 1,399      | 0.06%  | 34                   |
| グリーンランド | 57,564    | 1.0%  | 2,175,600  | 97.96% | 0.026                |